# Massimiano
Marco Aurelio Valerio Massimiano Erculeo, noto più semplicemente come Massimiano (in latino Marcus Aurelius Valerius Maximianus Herculius; Sirmio, 250 circa – Massilia, luglio 310), è stato un imperatore e militare romano, cesare privo di tribunicia potestas (dal luglio 285) e poi augusto (dal 1º aprile 286 al 1º maggio 305) dell'Impero romano. Condivise quest'ultimo titolo con il suo amico, co-imperatore e superiore Diocleziano, le cui arti politiche erano complementari alle capacità militari di Massimiano.
Stabilì la propria capitale a Milano, ma passò gran parte del proprio tempo impegnato in campagne militari. Nell'estate avanzata del 285 soppresse la ribellione dei Bagaudi in Gallia; tra il 285 e il 288 combatté contro le tribù dei Germani lungo la frontiera del Reno; insieme a Diocleziano fece terra bruciata in profondità nel territorio degli Alemanni nel 288, diminuendo per qualche tempo il timore di un'invasione di Germani nelle province renane. L'uomo che aveva incaricato di controllare la Manica, Carausio, si ribellò nel 286, causando la secessione della Britannia romana e della Gallia dall'Impero. Massimiano non riuscì a sconfiggere Carausio, in quanto la sua flotta di invasione fu distrutta dalle tempeste nel 289 o 290.
Il vice-imperatore di Massimiano, il cesare Costanzo, iniziò una campagna contro Alletto, successore di Carausio, mentre Massimiano era impegnato a presidiare la frontiera renana. La ribellione di Alletto ebbe fine nel 296, e Massimiano si mosse a sud, a combattere i pirati Mauri in Iberia e le incursioni dei Berberi in Mauretania. Alla fine di queste campagne, nel 298, partì per l'Italia, dove visse in agiatezza fino al 305. Su richiesta di Diocleziano, Massimiano abdicò assieme al collega il 1º maggio 305, cedendo il titolo di augusto a Costanzo e ritirandosi in Italia meridionale.
Verso la fine del 306 Massimiano riprese il titolo di augusto e aiutò la ribellione di suo figlio Massenzio in Italia. Nell'aprile 308 tentò di deporre il proprio figlio ma, avendo fallito, si rifugiò alla corte del successore di Costanzo, il figlio Costantino, a Treviri. Al concilio di Carnunto del novembre 308, Diocleziano e il suo successore Galerio obbligarono Massimiano a rinunciare alle sue pretese al trono ma, all'inizio del 310, questi cercò di sottrarre il titolo imperiale a Costantino, che si trovava impegnato in una campagna sul Reno; Massimiano riscosse l'appoggio di pochi e fu catturato da Costantino a Marsiglia; qui si suicidò nell'estate di quell'anno per ordine di Costantino.
Durante la guerra tra Costantino e Massenzio l'immagine di Massimiano fu rimossa dai luoghi pubblici, ma, dopo la vittoria di Costantino sul rivale, Massimiano fu riabilitato e divinizzato.

## Biografia

### Origini e carriera militare
Massimiano nacque nei pressi di Sirmio (l'odierna Sremska Mitrovica, in Serbia), nella provincia romana della Pannonia, intorno al 250 in una famiglia di bottegai. Le fonti riportano delle vaghe allusioni al suo luogo natìo nell'Illirico, alle sue virtù pannoniche ed alla sua dura educazione lungo la frontiera danubiana tormentata dalla guerra. Massimiano entrò nell'esercito, servendo con Diocleziano sotto gli imperatori Aureliano (270–275) e Probo (276–282). Prese parte probabilmente alla campagna mesopotamica di Caro nel 283, partecipando all'acclamazione a imperatore di Diocleziano il 20 novembre 284 a Nicomedia. La rapida nomina di Massimiano a cesare di Diocleziano è stata interpretata dallo scrittore Stephen Williams e dallo storico Timothy Barnes come il segno di un accordo di lunga data tra i due uomini, che avrebbero deciso in anticipo i rispettivi ruoli, e del sostegno di Massimiano a Diocleziano durante la campagna contro Carino (283–285), ma non ci sono prove dirette di questa interpretazione.
Dotato di grande energia, di carattere aggressivo e di una scarsa inclinazione alla ribellione, Massimiano era un ottimo candidato al ruolo di collega di Diocleziano. Lo storico del IV secolo Aurelio Vittore descrisse Massimiano come «un collega di leale amicizia, anche se alquanto borioso, e di grandi talenti militari». Malgrado le sue qualità, Massimiano non aveva ricevuto un'educazione e preferiva comunque l'azione al ragionamento. Il panegirista del 289, dopo aver comparato le sue azioni alle vittorie di Scipione Africano su Annibale durante la seconda guerra punica, insinuò che Massimiano non li avesse mai sentiti nominare. Le sue aspirazioni erano esclusivamente militari, in modo da lasciare la politica nelle mani di Diocleziano. Il retore cristiano Lattanzio suggerisce che Massimiano condividesse in linea di massima gli atteggiamenti di Diocleziano, ma che fosse meno puritano nei suoi gusti, e che abbia in diverse occasioni approfittato dei vantaggi della sua posizione. Lattanzio accusò Massimiano di aver deflorato figlie di senatori e di viaggiare con giovani vergini per soddisfare la sua lussuria senza fine, ma la credibilità dello scrittore cristiano è inficiata dalla sua ostilità verso i pagani.
Massimiano ebbe due figli dalla moglie siriana Eutropia, Massenzio e Fausta, dei quali le fonti antiche non forniscono le date di nascita. Secondo le stime moderne, Massenzio sarebbe nato tra il 277 e il 287, mentre Fausta è generalmente fatta nascere attorno al 298. Teodora, moglie di Costanzo Cloro, è spesso detta figliastra di Massimiano dalle fonti antiche, tanto che Otto Seeck ed Ernest Stein affermano che sia nata da un precedente matrimonio di Eutropia con Afranio Annibaliano; Barnes critica questa ricostruzione, affermando che tutte le fonti che parlano di una "figliastra" derivano da una stessa fonte storica parzialmente inaffidabile, la Historia Augusta, mentre le fonti più affidabili fanno di Teodora la figlia naturale di Massimiano. Barnes conclude che Teodora nacque non più tardi del 275 circa da una precedente moglie di Massimiano, sconosciuta.

### Massimiano Cesare
A Mediolanum nel luglio 285 Diocleziano promosse Massimiano al rango di cesare sine tribunicia potestate, attribuendogli ampi poteri militari (divenne subordinato solo allo stesso Diocleziano) e designandolo di fatto anche suo successore. I motivi di questa scelta sono complessi. Quasi ogni provincia dell'impero era luogo di un conflitto, dalla Gallia alla Siria, dall'Egitto al basso Danubio; Diocleziano aveva dunque bisogno di un aiutante per gestire tutti questi impegni, e, secondo alcune interpretazioni, si rese conto di essere un generale mediocre e di aver bisogno di un uomo come Massimiano che si occupasse degli aspetti militari. Inoltre Diocleziano non aveva figli maschi, ma solo una figlia, Valeria, che non gli poteva succedere; doveva dunque cercare un co-imperatore al di fuori della propria famiglia di cui si potesse fidare. Esiste un dibattito sulla possibilità o meno che Diocleziano abbia adottato Massimiano, come già avevano fatto altri imperatori senza eredi prima di lui, ma quel che è certo è che Massimiano assunse il nomen di Diocleziano, Valerius.
Inoltre Diocleziano sapeva che regnare da solo era pericoloso e che esistevano precedenti per un governo a due. Per esempio, malgrado le loro capacità militari, i due imperatori assoluti Aureliano e Probo erano stati facilmente deposti, mentre l'imperatore Caro e i suoi due figli avevano regnato assieme efficacemente, sebbene non a lungo. Se già Augusto (27 a.C.–14 d.C.) aveva condiviso alcuni suoi poteri con dei colleghi, dall'epoca di Marco Aurelio (161–180) esisteva la posizione di co-imperatore.
Il governo a due ebbe evidentemente successo. Intorno al 287 la relazione tra i due sovrani fu ri-definita in termini religiosi, con Diocleziano che assunse l'appellativo Iovius e Massimiano quello di Herculius; si trattava di titoli pregni di simbolismo, secondo i quali Diocleziano-Giove aveva il ruolo dominante di pianificare e comandare, mentre Massimiano-Ercole aveva il ruolo eroico di portare a termine le imprese assegnategli. Malgrado il simbolismo, però, i due imperatori non erano "divinità" secondo la tradizione del culto imperiale, sebbene nei panegirici fossero talvolta presentati in questo modo, ma piuttosto strumenti degli dèi, pronti a far rispettare la volontà divina sulla Terra. Alla fine dei riti, Massimiano assunse il controllo della parte occidentale dell'impero e si recò in Gallia a combattere i ribelli Bagaudi, mentre Diocleziano tornò in Oriente.

#### Contro i Bagaudi e i Germani

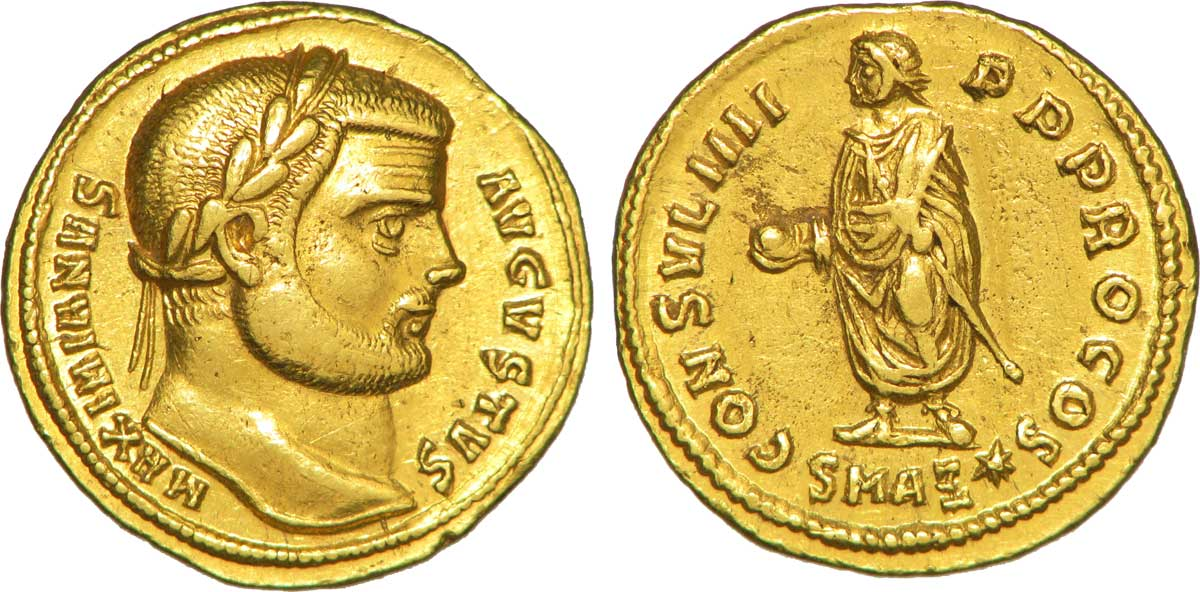
Massimiano.

Ritratto di Diocleziano, collega anziano di Massimiano e augusto.

I Bagaudi sono figure oscure, che sono trattate di passaggio alle fonti antiche, nelle quali compaiono per la prima volta con la rivolta del 285. Lo storico del IV secolo Eutropio li descrive come una popolazione rurale sotto la guida di Armando ed Eliano, mentre Sesto Aurelio Vittore li definisce dei banditi. Secondo un'interpretazione, si trattava di qualcosa di più di semplici contadini, e cercavano o un'autonomia politica della Gallia o la restaurazione del recentemente deposto imperatore Caro, il quale era nativo della Gallia Narbonense; in quest'ultimo caso sarebbero delle truppe imperiali disertrici, non briganti. Sebbene male equipaggiati, addestrati e guidati – un avversario facile per le legioni romane – nondimeno Diocleziano li ritenne tanto pericolosi da richiedere un imperatore a combatterli.
Massimiano mosse in Gallia, ingaggiando i Bagaudi nell'estate avanzata del 285, fu in quei giorni che ordinò l'uccisione di San Donnino. I particolari della campagna sono sparsi e non forniscono alcun dettaglio tattico: le fonti storiche sono interessate solo alle virtù e alle vittorie di Massimiano. Nel panegirico a lui dedicato nel 289 si afferma che i ribelli furono sconfitti sia con la durezza che con l'indulgenza. Poiché si trattava di una campagna contro cittadini dell'impero stesso, non fu celebrata con titoli o trionfi; e infatti il panegirista di Massimiano afferma «tratto rapidamente questo episodio, in quanto vedo che nella tua magnanimità preferiresti piuttosto dimenticare questa vittoria che celebrarla». Entro la fine dell'anno, la rivolta era stata quasi del tutto sedata, e Massimiano spostò il grosso delle sue truppe sulla frontiera del Reno, proclamando un periodo di stabilità.
Massimiano non sedò la rivolta dei Bagaudi abbastanza velocemente da evitare la reazione dei Germani. Nell'autunno del 285 due eserciti barbarici, uno di Burgundi e Alemanni, l'altro di Chaibones ed Eruli, forzarono il limes renano ed entrarono in Gallia; il primo esercito morì di fame e malattia, mentre Massimiano intercettò e sconfisse il secondo. Il cesare stabilì poi un quartier generale sul Reno in previsione di future campagne, o a Moguntiacum (Magonza), o ad Augusta Treverorum (Treviri), o a Colonia Agrippina (Colonia, tutte e tre nella moderna Germania).

#### Rivolta di Carausio

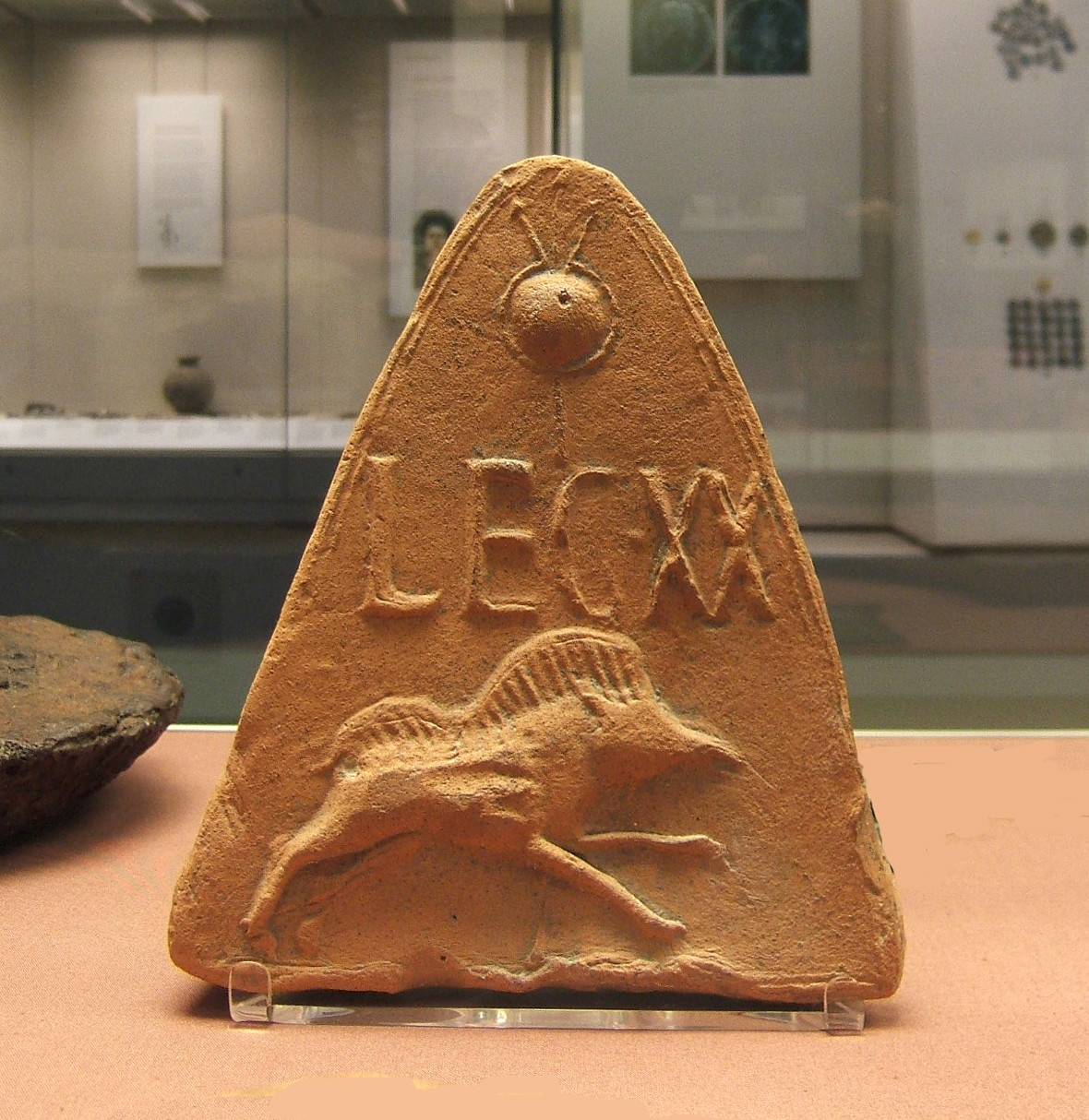
Antefissa recante lo stemma della Legio XX Valeria Victrix, una delle legioni che passarono dalla parte del ribelle Carausio.

Sebbene gran parte della Gallia fosse pacificata, le regioni che davano sulla Manica erano ancora affette dalla pirateria dei Franchi e dei Sassoni. Gli imperatori Probo e Carino avevano iniziato a fortificare la Costa sassone, ma molto rimaneva ancora da fare; per esempio non c'è prova archeologica di basi navali a Dover e a Boulogne nel periodo 270-285. Per risolvere il problema della pirateria, Massimiano nominò Carausio, un menapio della Germania inferiore (Paesi Bassi sud-occidentali), al comando della flotta della Manica. Carausio si comportò molto bene: per la fine del 285 riusciva a catturare navi pirata in grandi numeri.
Massimiano venne presto a sapere che Carausio attendeva che i pirati terminassero i loro saccheggi prima di attaccarli e che il loro bottino finiva poi nelle tasche di Carausio invece di tornare alla popolazione o nelle casse imperiali; ordinò allora che fosse arrestato e giustiziato, causandone la fuga in Britannia Il sostegno a Carausio tra i Britanni era forte, e almeno due legioni stanziate sull'isola, la II Augusta e la XX Valeria Victrix, passarono dalla sua parte, come fece pure, al completo o in parte, una legione acquartierata vicino a Boulogne (probabilmente la XXX Ulpia Victrix). Carausio eliminò rapidamente i pochi lealisti rimasti nel suo esercito e si proclamò augusto. Massimiano poté fare poco per combattere la rivolta. La sua flotta era controllata da Carausio, mentre lui era impegnato a controllare gli Eruli e i Franchi. Nel frattempo Carausio rafforzò la propria posizione ingrandendo la flotta, arruolando mercenari franchi e pagando bene le proprie truppe; entro l'autunno del 286 la Britannia, la Gallia nord-occidentale e l'intera Manica erano sotto il suo controllo. Carausio si dichiarò alla testa di uno stato britannico indipendente, l'Imperium Britanniarum, e coniò monete di purezza nettamente superiore a quelle di Massimiano e Diocleziano, guadagnandosi il sostegno dei mercanti britannici e gallici. Persino le truppe di Massimiano erano vulnerabili all'influenza e alla ricchezza di Carausio.

### Massimiano Augusto

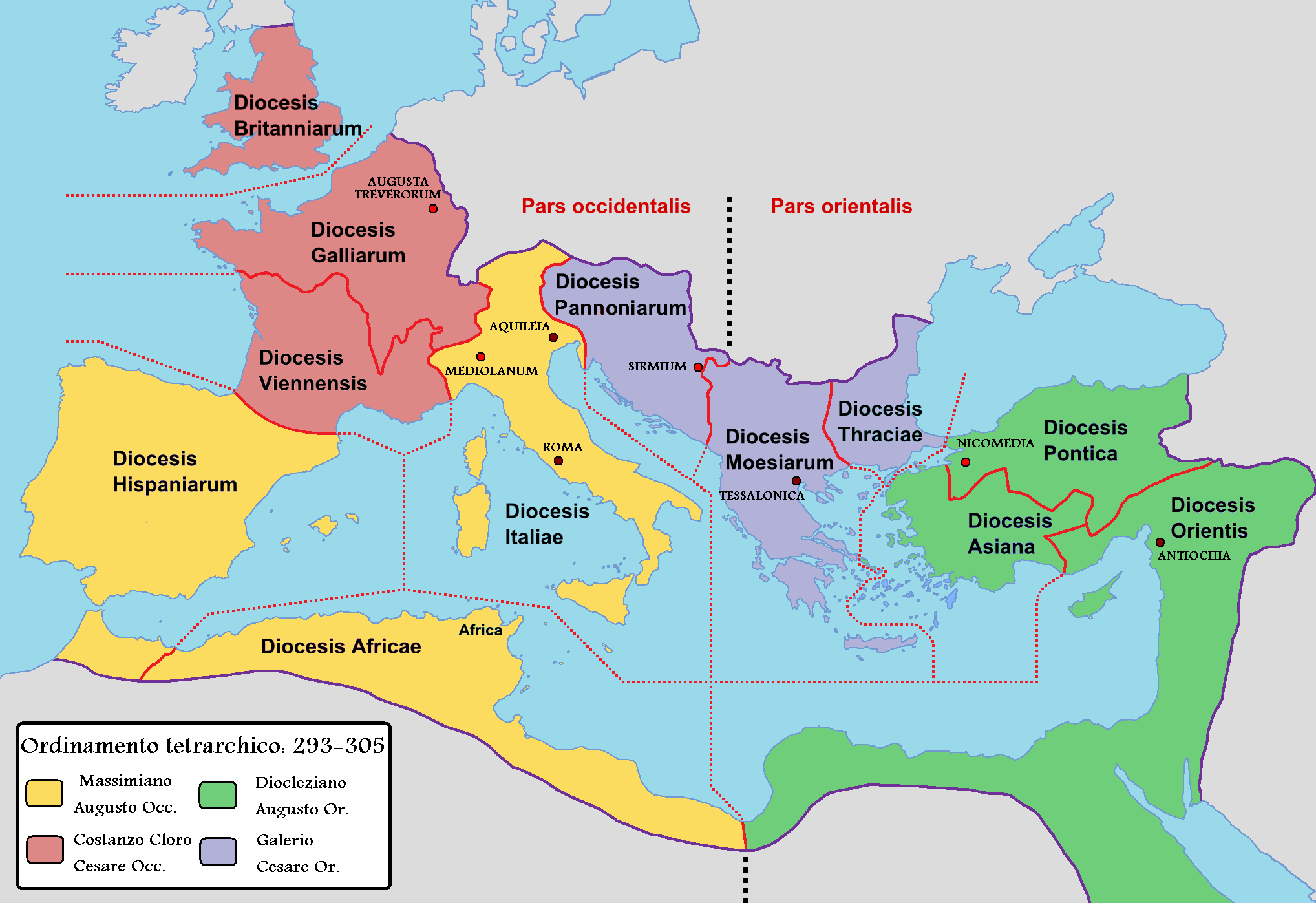
La divisione tetrarchica voluta da Diocleziano e le 12 diocesi dopo il 293. A Massimiano spettarono tre diocesi (in giallo) d'Italia, Spagna ed Africa.

Spronato dalla crisi con Carausio, il 1º aprile 286 Massimiano assunse il titolo di augusto; in questo modo era allo stesso livello del ribelle, in modo che lo scontro fosse tra due Augusti invece che tra un Cesare e un Augusto, e, nella propaganda imperiale, Massimiano fu proclamato fratello di Diocleziano, suo eguale in autorità e prestigio. Diocleziano probabilmente non era presente alla nomina di Massimiano, e questo ha fatto dire ad alcuni studiosi che Massimiano abbia usurpato un titolo solo successivamente riconosciuto da Diocleziano allo scopo di evitare una guerra civile, ma questa ipotesi non ha raccolto molto sostegno ed è stata recentemente confutata; malgrado la distanza fisica tra i due imperatori, Diocleziano si fidava di Massimiano tanto da concedergli i poteri imperiale, mentre Massimiano rispettava Diocleziano tanto da agire secondo le sue volontà.
Il doppio governo non portò ad una divisione formale dell'impero; sebbene vi fossero delle separazioni – ciascun imperatore aveva la propria corte, il proprio esercito e la propria residenza ufficiale – queste furono dovute a questioni pratiche, non di sostanza, tanto che la propaganda imperiale, a partire dal 287 in poi, insiste sulla Roma unica e indivisibile, un patrimonium indivisum. Così parla il panegirista del 289 rivolgendosi a Massimiano: «Così questo impero è un possesso comune a voi due, senza alcuna discordia, né sopporteremmo una qualunque disputa tra voi, ma semplicemente reggete lo stato in misura uguale, come una volta facevano i due Eraclidi, re di Sparta». Sia le decisioni di valore legale che le celebrazioni imperiali avvenivano in nome di entrambi i sovrani; le stesse monete erano coniate in entrambe le parti dell'impero. Diocleziano emanò talvolta alcune disposizioni per la provincia d'Africa, dipendente da Massimiano, il quale a sua volta potrebbe aver fatto lo stesso per il territorio del collega.

#### Campagne contro le tribù renane

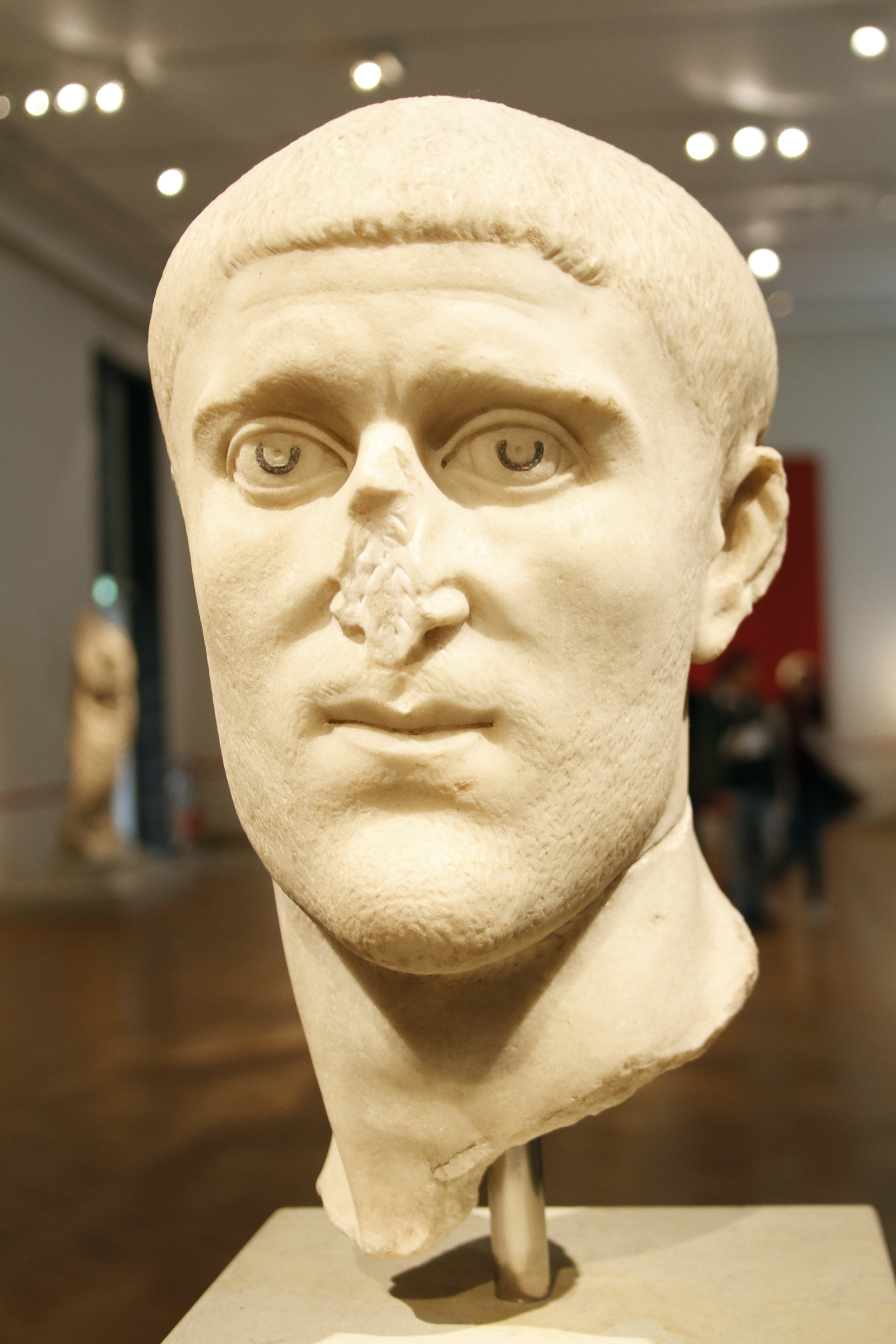
Flavio Costanzo, prefetto del pretorio di Massimiano e marito di sua figlia Teodora.

Massimiano comprese di non poter sconfiggere immediatamente Carausio e decise allora di impegnarsi contro le tribù renane, le quali costituivano probabilmente un pericolo maggiore per la pace della Gallia di quanto non fosse Carausio e, al contempo, erano sostenitori dell'usurpatore britannico. Sebbene lungo il Reno vivessero molti nemici dell'impero, questi erano più spesso in lotta fra loro che contro i Romani. Poche sono le testimonianze che permettono di datare le campagne di Massimiano, sul Reno oltre al fatto che durarono dal 285 al 288. Mentre stava ricevendo i fasci di console (1º gennaio 287), Massimiano fu raggiunto dalla notizia di un attacco di barbari; rimossa la toga e indossata la corazza, marciò contro il nemico e più tardi quello stesso anno, sebbene non lo avesse completamente disperso, celebrò una vittoria in Gallia. Ritenendo che le tribù dei Burgundi e degli Alemanni stanziate nella regione della Mosella-Vosgi costituissero la maggiore minaccia, decise di affrontarle per primo; durante la campagna fece terra bruciata distruggendo le loro terre e riducendoli di numero per fame e malattie. Successivamente si mosse contro i più deboli Eruli e Chaibones, che mise in un angolo e sconfisse in una singola battaglia, cui partecipò personalmente, cavalcando lungo lo schieramento finché la linea germanica ruppe e le forze romane inseguirono e dispersero gli eserciti tribali nemici. Con i suoi nemici indeboliti dalla fame, Massimiano lanciò una grande invasione al di là del Reno. Mossosi in profondità nelle territorio germanico, portò la distruzione in casa del nemico, dimostrando la superiorità delle armi romane. Entro l'inverno del 287 aveva guadagnato l'iniziativa e le terre del Reno erano libere dai Germani; il panegirista di Massimiano giunse a dire che «tutto ciò che vedo oltre il Reno è romano».
La primavera successiva, mentre Massimiano si preparava ad affrontare Carausio, Diocleziano tornò dall'oriente; i due imperatori si incontrarono in un luogo e in una data sconosciuti, e probabilmente si misero d'accordo per mettere in atto congiuntamente una campagna contro gli Alemanni e una spedizione navale contro Carausio. Più tardi, quello stesso anno, Massimiano condusse un'invasione a sorpresa degli Agri decumates – la regione tra l'alto Reno e l'alto Danubio, posta all'interno del territorio degli Alemanni – mentre Diocleziano invase la Germania attraverso la Rezia; entrambi bruciarono le messi e le riserve di cibo nemiche, distruggendo i mezzi di sostentamento dei Germani, e inglobarono vaste porzioni di territorio all'impero, cosa che permise a Massimiano di continuare la sua ricostruzione senza ulteriori disturbi. Dopo la guerra si ricostruirono le città sul Reno, creando delle teste di ponte sulla sponda orientale in posti come a Magonza e Colonia e fondando una frontiera con forti, strade e paesi fortificati; una strada militare passava da Tornacum (Tournai, Belgio), Bavacum (Bavay, Francia), Atuatuca Tungrorum (Tongeren, Belgio), Mosae Trajectum (Maastricht, Paesi Bassi), e la città di Colonia.
All'inizio del 288 Massimiano incaricò il proprio prefetto del pretorio, Flavio Costanzo (Costanzo Cloro), di condurre una campagna contro gli alleati franchi di Carausio, i quali controllavano gli estuari del Reno, impedendo attacchi via mare a Carausio. Costanzo si mosse verso nord attraverso il loro territorio, causando panico, e raggiunse il Mare del Nord. I Franchi chiesero la pace e con l'accordo conseguente Massimiano rimise al potere il deposto re franco Gennobaude. Quest'ultimo divenne il vassallo di Massimiano e, con i capi tribali franchi che giurarono lealtà a Gennobaude, i Romani si assicurarono il dominio della regione. Massimiano permise che Frisi, Franchi Sali, Camavi e altre tribù si insediassero in una striscia di territorio romano, o tra i fiumi Reno e Waal e da Noviomagus (Nimega, Paesi Bassi) a Traiectum (Utrecht, Paesi Bassi) o nei pressi di Treviri. Queste tribù, cui fu permesso di insediarsi in cambio del riconoscimento del dominio romano, da una parte fornivano una fonte immediatamente disponibile per l'arruolamento di truppe, dall'altra impedivano lo stanziamento nella regione delle popolazioni franche, formando una sorta di cuscinetto lungo la frontiera e permettendo a Massimiano di ridurre le guarnigioni impegnate.

#### Nascita della tetrarchia e fine dell'Impero di Carausio

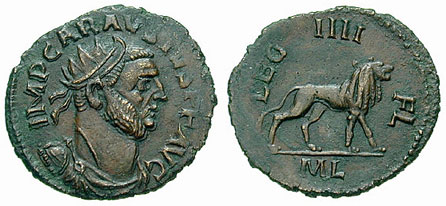
Moneta di Carausio, l'imperatore ribelle della Britannia romana.

Per il 289 Massimiano organizzò un'invasione della Britannia romana controllata da Carausio, che però fallì, per motivi non chiari; il panegirista del 289 mostra ottimismo per l'impresa, mentre quello del 291 ne fa menzione. Il panegirista di Costanzo Cloro suggerisce che la sua flotta andò persa a causa di una tempesta, ma è possibile che questa versione sia stata elaborata per ridurre l'imbarazzo di una sconfitta. Diocleziano pose fine alla sua visita delle province orientali poco dopo, forse dopo essere venuto a conoscenza del fallimento di Massimiano, e tornò in Occidente rapidamente, raggiungendo Emesa il 10 maggio 290, e Sirmio, sul Danubio, il 1º luglio. Diocleziano incontrò Massimiano a Milano o nel dicembre 290 o nel gennaio 291. Folle si adunarono per assistere alla discesa dei sovrani in città, e gli imperatori dedicarono molto tempo alle apparizioni in pubblico; alcuni storici hanno supposto che le cerimonie fossero organizzate per dimostrare il sostegno di Diocleziano al collega in difficoltà. I sovrani discussero segretamente di politica e guerra, e in questa occasione potrebbero aver discusso la possibilità di allargare il collegio imperiale fino a includere quattro imperatori (la tetrarchia). Nel frattempo una delegazione del Senato romano incontrò gli imperatori, rinnovando un rapporto molto saltuario con i sovrani. Gli imperatori non si incontrarono più fino al 303.

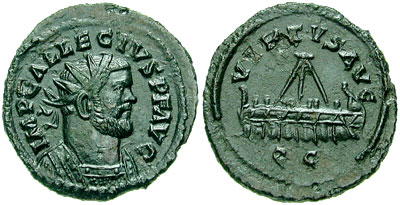
Quinario di Alletto, successore di Carausio.

A seguito dell'invasione fallita del 289, Massimiano dovette concedere controvoglia una tregua a Carausio. L'imperatore tollerò il dominio di Carausio sulla Britannia romana e sul continente, ma si rifiutò di riconoscere ufficialmente lo stato secessionista; Carausio, da parte sua, si accontentò dei suoi territori della Gallia costiera. Diocleziano, al contrario, non tollerava un tale affronto al suo ruolo; dovendo far fronte alla secessione di Carausio e ad altri problemi ai confini egiziani, siriani e danubiani, si convinse che due imperatori non erano sufficienti a gestire l'impero. Il 1º marzo 293, a Mediolanum, Massimiano nominò Costanzo proprio cesare, una sorta di vice-imperatore per la parte occidentale dell'impero; Lo stesso giorno, o un mese dopo, Diocleziano fece lo stesso con Galerio: era nata la tetrarchia, il "governo a quattro". A Costanzo – cui era stata fatta sposare la figlia di Massimiano, Teodora – fu fatto capire che avrebbe dovuto avere successo lì dove Massimiano aveva fallito: sconfiggere Carausio.
Costanzo svolse il proprio compito velocemente ed efficientemente, ed entro il 293 espulse le forze di Carausio dalla Gallia settentrionale; quello stesso anno il sovrano ribelle fu assassinato e sostituito dal suo tesoriere Alletto. Costanzo marciò su per la costa fino agli estuari del Reno e dello Sheldt, dove riportò una vittoria sugli alleati franchi di Carausio e assunse il titolo di Germanicus maximus; il suo successivo obiettivo era la Britannia, e quindi passò gli anni successivi a costruire una flotta di invasione. Massimiano, che si trovava ancora in Italia dopo la nomina di Costanzo, fu soddisfatto dei piani di invasione e nell'estate del 296 tornò in Gallia, dove controllò le frontiere renane difendendole dagli alleati franchi di Carausio mentre Costanzo lanciò l'invasione della Britannia. Alletto fu sconfitto e ucciso in battaglia dal prefetto del pretorio di Costanzo, Giulio Asclepiodoto; Costanzo sbarcò nei pressi di Dubris (Dover) e marciò su Londinium (Londra), dove fu accolto come un liberatore dalla popolazione.

#### Campagne in Africa settentrionale
Con il ritorno vittorioso di Costanzo, Massimiano fu in grado di concentrarsi sul conflitto in Mauretania, in Africa nord-occidentale. Con l'indebolimento dell'autorità romana durante il III secolo, le tribù di nomadi Berberi avevano iniziato a razziare gli insediamenti nella zona con conseguenze sempre più gravi. Nel 289, il governatore della Mauretania Caesariensis (corrispondente alla moderna Algeria) guadagnò un po' di respiro opponendo un piccolo esercito ai Bavari e ai Quinquegentiani, ma i razziatori tornarono presto all'attacco. Nel 296 Massimiano raccolse un esercito con le coorti pretoriane, con legionari di Aquileia, egiziani e danubiani, con ausiliari galli e germani e con reclute della Tracia; avanzò poi attraverso la penisola iberica nell'autunno di quell'anno. Probabilmente difese la regione contro le incursioni dei Mauri, prima di attraversare lo stretto di Gibilterra ed entrare in Mauretania Tingitana (il moderno Marocco), che protesse dai pirati franchi.
Entro il marzo del 297, Massimiano diede inizio ad una sanguinosa offensiva contro i Berberi. La campagna fu lunga, e Massimiano spese l'inverno del 297–298 a riposarsi a Cartagine prima di riprendere l'offensiva. Non contento di averli ricacciati nelle loro terre di origine tra le montagne dell'Atlante, da dove avrebbero potuto proseguire gli attacchi, Massimiano si avventurò in profondità nel territorio berbero. Malgrado il terreno sfavorevole e l'abilità dei Berberi di mettere in atto tattiche di guerriglia, Massimiano non cedette la presa: cercando, probabilmente, di infliggere quanto più danno possibile a scopo punitivo, devastò delle terre ritenute sicure, uccise quanti più nemici possibile e respinse i restanti nel Sahara. La campagna ebbe la sua conclusione nella primavera del 298; il 10 marzo Massimiano fece il proprio ingresso trionfale a Cartagine. Furono eseguite delle iscrizioni a dimostrare la gratitudine delle popolazioni a Massimiano: come già Costanzo al suo ingresso a Londra, Massimiano vi è chiamato redditor lucis aeternae ("restitutore della luce eterna"). L'imperatore tornò in Italia nel 299, per celebrare un altro trionfo a Roma, nella primavera di quell'anno.

#### Vita tra gli agi e ritiro
Dopo la campagna in Mauretania Massimiano tornò in Italia settentrionale, vivendo una vita tra gli agi nei palazzi imperiali di Mediolanum e Aquileia, e lasciando la cura degli affari militari a Costanzo. Massimiano si dimostrò molto più aggressivo nei suoi rapporti con il Senato romano di quanto non fosse Costanzo, e Lattanzio sostiene che terrorizzava i senatori, fino al punto di accusarne falsamente e poi metterne a morte molti, tra cui il praefectus urbi di Roma nel 301/302. Al contrario Costanzo tenne buone relazioni con l'aristocrazia senatoriale e passò il proprio tempo a difendere attivamente l'impero: nel 300 o 301 e poi nel 302 combatté i Franchi, mentre Massimiano si riposava in Italia, e poi continuò le campagne contro le tribù germaniche nell'alto Reno.
Massimiano fu distratto dal suo riposo solo nel 303, in occasione dei vicennalia (ventennale di regno) di Diocleziano, celebrati a Roma, occasione in cui ai due augusti fu innalzato un arco trionfale, l'Arcus Novus. Alcuni indizi suggeriscono che in questa occasione Diocleziano strappò a Massimiano l'impegno di cedere insieme il potere e di passare i loro titoli di augusti ai cesari Costanzo e Galerio; è probabile che Massenzio, figlio di Massimiano che risiedeva a Roma, e Costantino, figlio di Costanzo che era stato educato a Nicomedia presso la corte di Diocleziano, sarebbero allora divenuti i nuovi cesari. Mentre Massimiano potrebbe non aver desiderato ritirarsi, Diocleziano aveva ancora il controllo della situazione e vi fu scarsa resistenza. Prima del ritiro, Massimiano avrebbe avuto un ultimo momento di gloria con la celebrazione dei Giochi secolari, nel 304.
Il 1º maggio 305, in cerimonie separate a Mediolanum e Nicomedia, Diocleziano e Massimiano lasciarono il potere contemporaneamente; la successione, però, non andò esattamente come Massimiano aveva sperato, in quanto, forse per l'influenza di Galerio, i nuovi cesari furono Severo e Massimino, con l'esclusione dunque di Massenzio. Entrambi i nuovi cesari avevano delle lunghe carriere militari ed erano vicini a Galerio: Massimino era suo nipote e Severo un suo vecchio collega nell'esercito. Massimiano rimase subito contrariato dalla nuova tetrarchia, che vide Galerio assumere la posizione dominante già ricoperta da Diocleziano; sebbene Massimiano avesse diretto la cerimonia che aveva proclamato cesare Severo, in due anni l'augusto ritirato era divenuto talmente insoddisfatto da sostenere la ribellione del figlio Massenzio contro il nuovo regime. Diocleziano si ritirò nel suo nuovo palazzo costruito vicino a Salona, nella sua terra natale, la Dalmazia; Massimiano scelse invece delle ville in Campania o Lucania, dove visse una vita di agi e lussi. Sebbene lontani dai centri politici dell'impero, Diocleziano e Massimiano rimasero in contatto regolare tra loro.

### Ribellione di Massenzio

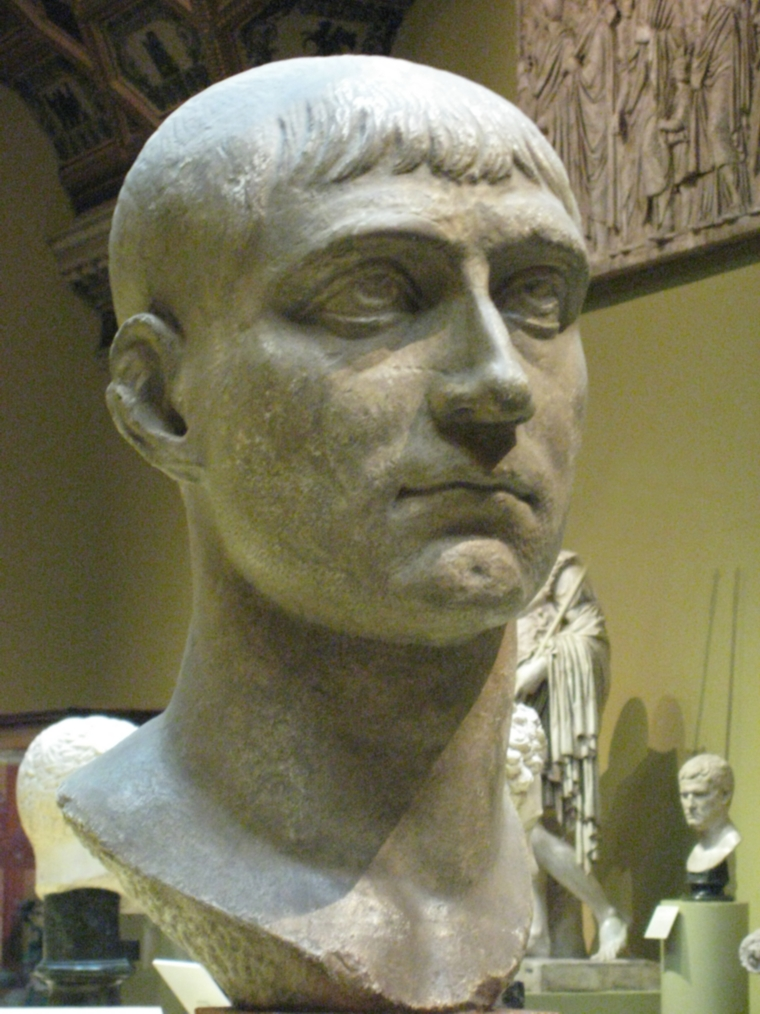
Massenzio, busto di Dresda.

Dopo la morte di Costanzo, avvenuta il 25 luglio 306 a Eburacum in Britannia, suo figlio Costantino fu acclamato augusto dalle proprie truppe; Galerio fu insoddisfatto da questo atto, e offrì invece al figlio del suo collega deceduto il titolo di cesare, che Costantino accettò, con Severo che successe a Costanzo. Massenzio, geloso del potere ottenuto da Costantino, persuase una coorte della guardia imperiale a proclamarlo imperatore (28 ottobre 306); ritenendo insicuro regnare da solo, Massenzio inviò al padre delle vesti imperiali e lo salutò come "Augusto per la seconda volta", offrendogli un governo teoricamente alla pari ma in realtà un ruolo con meno poteri e di rango inferiore. Galerio si rifiutò di riconoscere Massenzio e inviò a Roma Severo con un esercito, allo scopo di deporlo. Poiché, però, gran parte dei soldati di Severo avevano servito sotto Massimiano, dopo aver accettato denaro da Massenzio disertarono in massa Severo. L'augusto fuggì a Ravenna, dove fu assediato da Massimiano. La città era molto ben fortificata, cosicché Massimiano offrì delle condizioni per la resa che Severo accettò: fu preso da Massimiano e portato sotto scorta in una villa pubblica nella parte meridionale di Roma, dove fu tenuto come ostaggio. Nell'autunno 307 Galerio guidò un secondo esercito contro Massenzio, ma anche questa volta non riuscì a conquistare Roma, e tornò a nord con il proprio esercito praticamente intatto.
Mentre Massenzio era occupato a rafforzare le difese di Roma, Massimiano si recò in Gallia per negoziare con Costantino: i due giunsero a un accordo in base al quale Costantino avrebbe sposato la figlia minore di Massimiano, Fausta, e sarebbe stato elevato al rango di augusto nel dominio secessionista di Massenzio; in cambio Costantino avrebbe confermato l'antica alleanza famigliare tra Massimiano e Costanzo, oltre a sostenere la causa di Massenzio in Italia, pur rimanendo neutrale nella guerra contro Galerio. L'accordo fu stretto con una doppia cerimonia, tenutasi a Treviri nell'estate avanzata del 307, durante la quale Costantino sposò Fausta e fu proclamato augusto da Massimiano.
Massimiano tornò a Roma nell'inverno 307-308, ma entrò rapidamente in contrasto con il figlio e, nella primavera del 308, ne sfidò l'autorità. Davanti ad un'assemblea di soldati romani, Massimiano parlò del debole governo, di cui accusò Massenzio, e strappò le vesti imperiali del figlio; si attendeva che i soldati lo acclamassero, ma questi si schierarono con Massenzio, e Massimiano fu obbligato a lasciare l'Italia.
L'11 novembre 308 si tenne a Carnunto, sull'alto Danubio, un incontro cui parteciparono Galerio, che lo organizzò, Massimiano e Diocleziano, richiamato da Galerio; in questa occasione Massimiano fu obbligato ad abdicare, mentre Costantino fu nuovamente degradato a cesare, e Licinio, un leale commilitone di Galerio, fu nominato augusto di Occidente. All'inizio del 309 Massimiano tornò alla corte di Costantino in Gallia, l'unica dove fosse ancora ben accetto.

### Ribellione contro Costantino e morte

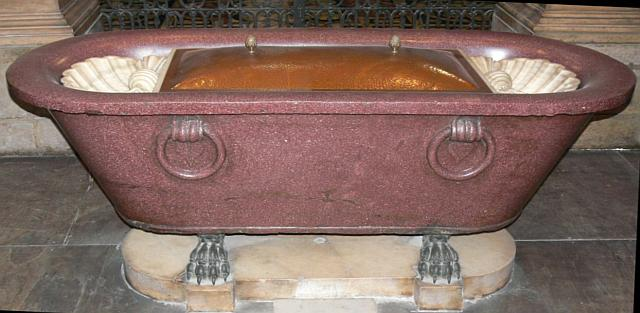
Il sarcofago di Massimiano, previsto per il suo monumentale mausoleo, ed oggi divenuto il fonte battesimale del duomo di Milano.

Nel 310 Massimiano si ribellò contro Costantino, mentre questi era impegnato in una campagna contro i Franchi. Massimiano era stato inviato verso sud, ad Arelate (Arles, Francia), con parte dell'esercito di Costantino e il compito di difendere la Gallia meridionale dagli attacchi di Massenzio; giunto in città, annunciò la morte di Costantino e assunse la porpora imperiale. Malgrado i suoi tentativi di corruzione di tutti coloro che potevano sostenerlo, la gran parte dell'esercito rimase leale a Costantino, e Massimiano fu obbligato a fuggire. Costantino, che all'annuncio del tradimento aveva abbandonato la sua campagna contro i Franchi e si era rapidamente recato in Gallia meridionale, raggiunse il fuggitivo a Massilia (Marsiglia, Francia), una città meglio organizzata di Arelate per sostenere un lungo assedio; Massimiano non poté giovarsi di questo vantaggio, però, in quanto alcuni cittadini leali al suo avversario gli aprirono le porte. Massimiano fu catturato, redarguito per i suoi crimini e privato del suo rango per la terza volta; sebbene Costantino dimostrasse una certa clemenza nei suoi confronti, ne incoraggiò con forza il suicidio. Nel luglio 310 Massimiano si impiccò.
Dopo la sua morte, Massimiano giocò un ruolo nelle vicende che videro opposti Massenzio e Costantino. Malgrado la precedente rottura dei loro rapporti, dopo il suicidio di Massimiano, Massenzio si atteggiò a figlio devoto; coniò monete recanti l'immagine del padre divinizzato e dichiarò di volerne vendicare la morte. Costantino, invece, prima presentò il suicidio come una sfortunata disgrazia familiare, poi, a partire dal 311, diffuse un'altra versione, secondo la quale Massimiano, perdonato da Costantino, aveva deciso di uccidere il genero nel sonno; Fausta svelò il piano del padre a Costantino, il quale mise un eunuco nel proprio letto e fece arrestare Massimiano dopo che l'ebbe ucciso; vistosi offerto un onorevole suicidio, Massimiano avrebbe accettato. Inoltre Costantino decretò per Massimiano la damnatio memoriae, facendo cancellare il suo nome da tutte le iscrizioni e distruggendo tutte le opere pubbliche che recavano la sua effigie.
Costantino sconfisse Massenzio nella battaglia di Ponte Milvio il 28 ottobre 312; con la morte di Massenzio, tutta l'Italia passò sotto il controllo di Costantino. Eutropia dichiarò sotto giuramento che Massenzio non era figlio di Massimiano, e Costantino riabilitò la memoria del suocero. La sua apoteosi voluta da Massenzio fu dichiarata nulla e fu divinizzato nuovamente, probabilmente nel 317. Dal 318 iniziò a comparire sulla monetazione di Costantino come divus, assieme a Costanzo e Claudio il Gotico divinizzati; tutti e tre erano presentati come antenati di Costantino e chiamati «i migliori tra gli imperatori». Attraverso le sue figlie, Fausta e Teodora, Massimiano fu il nonno o il bisnonno di tutti gli imperatori romani che regnarono dal 337 al 363.

### Titoli onorifici
I titoli onorifici e i consolati assunti da Massimiano furono, in ordine cronologico:
- 286: accetta il titolo di Herculius; accetta il titolo di Germanicus maximus per le vittorie contro gli Alemanni, i Burgundi, i Caiboni e gli Eruli.
- 287: console (I) assieme a Diocleziano (III); accetta il titolo di Germanicus maximus II per le guerre contro i Germani;
- 288: console (II) assieme a Pomponio Ianuario; accetta il titolo Germanicus maximus III per la campagna del collega Diocleziano in Rezia;
- 289: accetta il titolo di Sarmaticus maximus per una vittoria di Diocleziano;
- 290: console (III) assieme a Diocleziano (IV); accetta il titolo di Persicus maximus per una vittoria di Diocleziano sui Saraceni;
- 292: accetta il titolo di Sarmaticus maximus II per una vittoria di Diocleziano;
- 293: console (IV) assieme a Diocleziano (V); accetta il titolo di Germanicus maximus IV per la campagna di Costanzo in Batavia;
- 294: accetta il titolo di Sarmaticus maximus III per la campagna gotico-sarmatica di Diocleziano;
- 296: accetta il titolo di Carpicus maximus per una vittoria di Galerio;
- 297: console (V) assieme a Galerio (II); accetta il titolo di Britannicus maximus per la vittoria di Costanzo contro Alletto;
- 298: accetta i titoli Armeniacus maximus, Medicus maximus, Adiabenicus maximus e di Persicus maximus II per le vittorie in Oriente di Galerio;
- 299: console (VI) assieme a Diocleziano (VII); accetta il titolo di Germanicus maximus V per la vittoria di Costanzo presso Lingones; accetta il titolo di Sarmaticus maximus III per una vittoria di Galerio;
- 301-304: accetta quattro iterazioni del titolo Carpicus maximus (V);
- 303: console (VII) assieme a Diocleziano (VIII);
- 305: console (VIII) assieme a Diocleziano (IX);
- 307: console (IX) assieme a Costantino.

### Programma edilizio

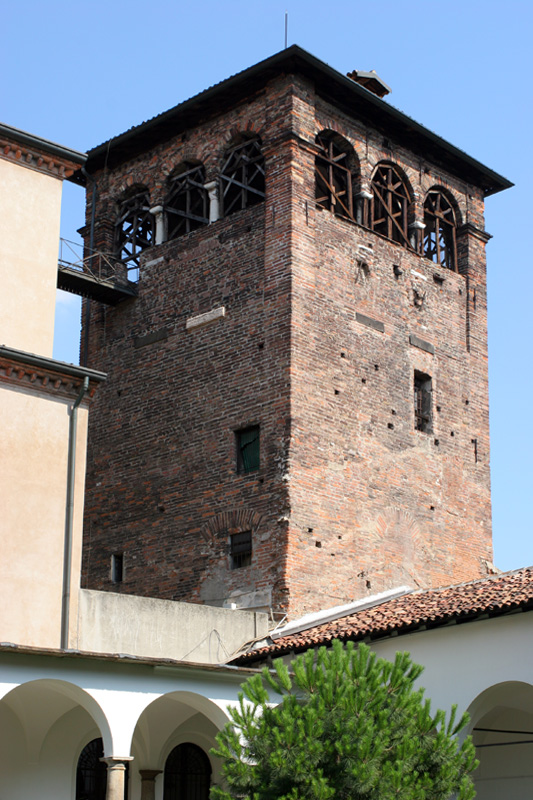
I resti della torre dei carceres, ovvero dei cancelli delle porte da cui partivano le bighe del circo romano di Milano. Ora fa parte del cortile del Civico museo archeologico di Milano.

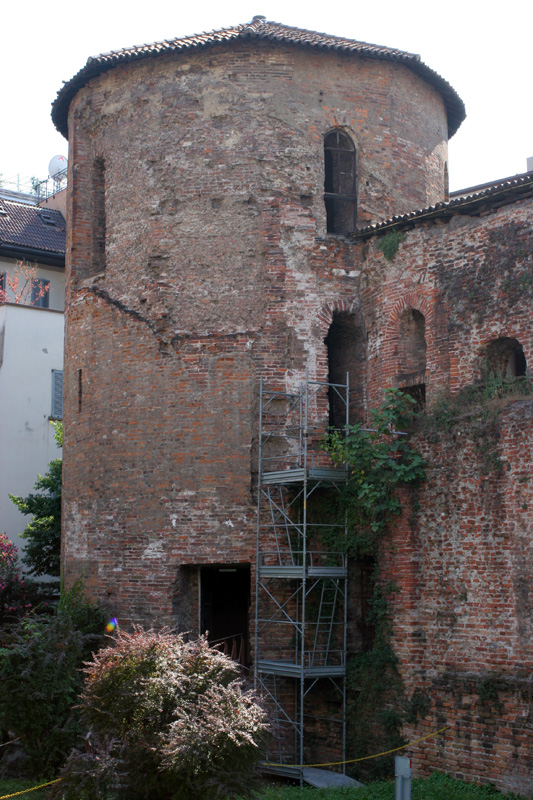
Mura di Mediolanum di epoca tardo imperiale, costruite durante la tetrarchia dall'imperatore Massimiano. Si trovano all'interno del cortile del Civico museo archeologico di Milano.

La capitale scelta da Diocleziano per la parte orientale era Nicomedia, la capitale dell'impero occidentale fu Mediolanum, l'attuale Milano. Nei pochi anni del suo regno Massimiano lasciò in questa capitale delle opere imponenti, e tra queste un grande ippodromo o circo, il più grande dell'epoca delle tetrarchia (470 × 85 m), dotato di una parte monumentale (a Nord) con due torri, una delle quali esiste ancora trasformata in campanile del convento di San Maurizio Maggiore. Tra le altre opere un mausoleo ottagonale (uguale a quello nella villa di Diocleziano a Spalato) per il quale fece costruire un sarcofago di porfido egiziano (il colore violaceo ricorda evidentemente quello della porpora). Dopo varie vicissitudini questo è divenuto il fonte battesimale del duomo di Milano. Ampliò notevolmente i palazzi imperiali, che (come di consuetudine) davano direttamente sul circo. Fece costruire delle mura poderose, dotate di torri a 24 lati, per uno sviluppo di circa 4,5 km. Da segnalare anche le terme Erculee, in un'area a est delle città, area ampliata dalle nuove mura e destinata evidentemente ad altri importanti interventi edilizi. Massimiano operò altre costruzioni di enormi proporzioni anche ad Aquileia, al punto da farla apparire come una sorta di seconda capitale, essendo porto fluviale-marittimo sull'Adriatico e retrovia militare, vista la sua vicinanza al limes dei Claustra Alpium Iuliarum.
A Roma si occupò dell'edificazione delle Terme di Diocleziano.
Nel 303 fu emanato un editto che diede il via ad una persecuzione contro i cristiani, che però in Occidente ebbe scarso seguito anche a causa della perenne situazione di tensione sul limes causata dalle popolazioni barbariche, che costrinse sia Cloro sia Massimiano a impiegare molte risorse ed energie nel contenimento del problema.